# Malin, Oregon
Malin, Oregon (енгл. Malin) град је у америчкој савезној држави Орегон.

## Демографија
По попису из 2010. године број становника је 805, што је 167 (26,2%) становника више него 2000. године.
| Група             | 2000.       | 2010.       |
| Белци             | 269 (42,2%) | 322 (40,0%) |
| Афроамериканци    | 4 (0,6%)    | 0 (0,0%)    |
| Азијати           | 0 (0,0%)    | 0 (0,0%)    |
| Хиспаноамериканци | 345 (54,1%) | 465 (57,8%) |
| Укупно            | 638         | 805         |